# Carta europea sobre la participació dels joves en la vida local i regional

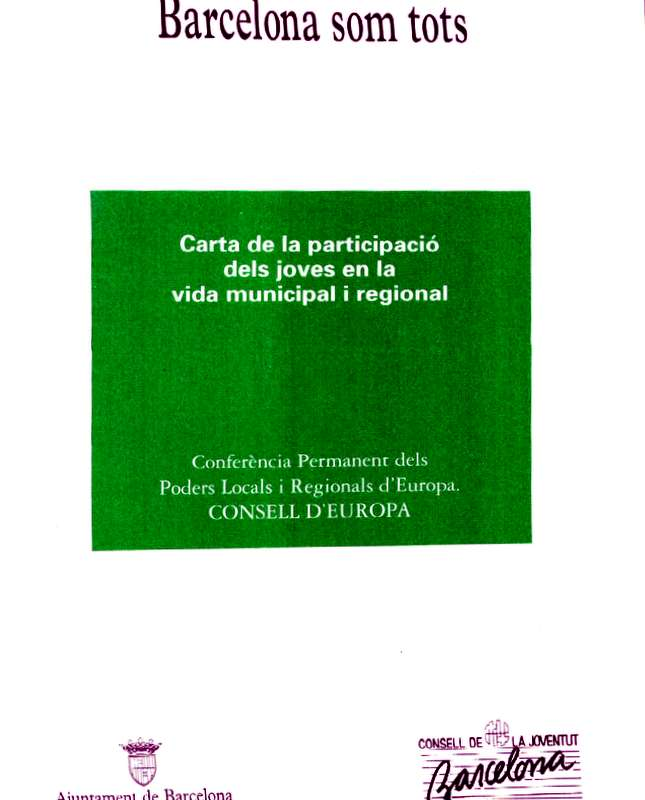
Reproducció portada publicació de la primera Carta de la participació dels joves en la vida municipal i regional. Any 1993

La Carta europea sobre la participació dels joves en la vida local i regional és un document de referència del Consell d'Europa sobre la participació juvenil en els pobles, ciutats i regions europees. La primera "Carta" es va aprovar l'any 1992. La segona, actualment en vigor l'any 2002.

## Antecedents i trajectòria
Les bases del que es convertiria en la primera Carta Europea al Participació dels Joves en la Vida Local i Regional es van posar quan la Segona Conferència sobre les Polítiques de Joventut del Consell d'Europa, va prioritzar el tema de la participació dels joves. En conseqüència la Conferència de Poders Locals i Regionals d'Europa del Consell d'Europa, organitzà a la ciutat Lausana Suïssa (juny 1988) i després a Llangollen País de Gal·les (Setembre de 1991), dos encontres amb representants d'organitzacions juvenils, municipis i regions europees, on s'elaborà i consensuà el text de la carta. Poc després que el 19 de març 1992, la Conferència Permanent va aprovar la resolució 237 i l'article 22 de la mateixa i l'aprovació de la carta.
Deu anys després, per celebrar el desè aniversari de la primera Carta, el Congrés de Poders Locals i Regionals d'Europa CPLRE en col·laboració amb el Consell d'Europa i la Direcció de Joventut i Esports, va organitzar una conferència titulada "Els joves, actors a les seves ciutats i regions celebrada a Cracòvia, Polònia, el març 2002. La Conferència va avaluar el progrés fet en el camp de la participació dels joves en els deu anys de l'existència de la carta, i examinà formes de promoure una major participació dels joves, i de difusió de bones pràctiques. Els participants en la conferència es van reafirmar en la Declaració de Cracòvia, en la importància de la carta, però també en la necessitat d'adaptar-la a la ràpida evolució de l'entorn polític, social i econòmic.
A partir d'aquest mandat el CPLRE i el Consell Assessor en Assumptes Juvenils del Consell d'Europa van designar un conjunt experts per elaborar propostes per a la reforma de la carta Europea sobre la participació dels joves. Obrint-se posteriorment un procés de participació. Les reunions de treball es van reunir a finals de 2002 i principis de 2003. El text definitiu de la segona Carta es va aprovar pel Congrés del Consell d'Europa el 2003. Aquesta segona carta s'ha traduït a més de dotze llengües. El Consell Nacional de la Joventut de Catalunya CNJC n'ha fet una traducció de la carta al català.
Des de la seva aprovació s'ha assolit un ampli reconeixement com a document de referència política fonamental per a la participació política dels joves a la vida local, i ha estat adoptada per molts municipis europeus que han optat per l'aplicació dels seus principis i recomanacions (a Catalunya, l'Ajuntament de Barcelona amb el suport del Consell de la Joventut de Barcelona s'adherí als principis i recomanacions de la primera Carta el setembre de 1992 i, posteriorment el feu extensiu al text de la segona La carta va rebre l'aprovació i el suport de l'organisme de coordinació juvenil europeu el Fòrum Europeu de la Joventut / European Youth Forum YJF i de les seves organitzacions i consells nacionals membres, com en el cas català, el Consell Nacional de la Joventut de Catalunya.

## El text i el contingut
El text, de 27 pàgines, a més d'una introducció, un preàmbul i el principis, és dividit en tres seccions, la primera s'estén sobre les polítiques de joventut sectorials, la segona desenvolupa els instruments de participació juvenil, i la tercera la participació institucional en temes locals i regionals. En síntesi es reafirma que els joves són ciutadans de les regions i municipis on viuen com qualsevol grup d'edat, i que per tant han de tenir accés a tota forma de participació en la societat. Es remarca també la necessitat de recolzar i promoure el paper dels joves en el desenvolupament d'una societat democràtica, particularment en la vida pública local i regional.

### Els principis de la Carta
Els principis de la carta són els següents:
1. "La participació dels joves en la vida local i regional ha de formar part d'una política global que fomenti la participació dels ciutadans en la vida pública, tal com s'estipula en la Recomanació Rec (2001) 19 del Comitè de Ministres als estats membres sobre la participació dels ciutadans en la vida pública local".
2. "Les autoritats locals i regionals tenen la convicció que totes les polítiques socials haurien de tenir en compte els joves. Conseqüentment, es comprometen a complir les disposicions d'aquesta Carta i a aplicar les diferents formes de participació, amb la consulta i la col·laboració dels i les joves i els seus representants".
3. "Els principis i les diverses formes de participació que es defenen en aquesta Carta són aplicables a tots els joves sense discriminació. I per aconseguir aquest objectiu, cal promoure la participació dels joves dels sectors més desafavorits de la societat, de minories ètniques, nacionals, sexuals, religioses i lingüístiques".

### Les polítiques sectorials
Les polítiques sectorials que desenvolupa la carta són les següents:
1. Una política per l'esport, el lleure i la vida associativa
2. Una política per promoure l'ocupació entre els joves i combatre l'atur juvenil
3. Entorn urbà, política d'habitatge i transport
4. Una política d'educació i formació per promoure la participació els joves
5. Una política per la mobilitat i els intercanvis
6. Una política de salut
7. Una política d'igualtat de gènere
8. Una política específica per a les regions rurals
9. Una política sobre l'accés a la cultura
10. Una política per al desenvolupament sostenible i el medi ambient
11. Una política per combatre la violència i la delinqüència
12. Una política contra la discriminació
13. Una política sobre sexualitat
14. Una política d'accés als drets i la legislació

La carta desenvolupa diverses formes de fomentar la participació, com ara la difusió de bones pràctiques. En molts llocs webs joves és considerada com un instrument per promoure i implementar la participació dels joves.